# Christoph Herle
Christoph Herle (* 19. November 1955 in Königstein/Taunus) ist ein ehemaliger deutscher Langstreckenläufer.

## Karriere
Von 1983 bis 1986 wurde er viermal in Folge DLV-Meister im 10.000-Meter-Lauf. Bei den Olympischen Spielen 1984 in Los Angeles ging er über diese Distanz und über 5000 Meter an den Start. Über 10.000 Meter wurde er Fünfter, über 5000 Meter gab er im Halbfinale auf.
Bei den Leichtathletik-Weltmeisterschaften 1983 wurde er Achter über 10.000 Meter. Weniger Erfolg hatte er bei Europameisterschaften: 1978 in Prag und 1982 in Athen kam er über 5000 Meter auf den 14. bzw. 13. Platz, 1986 in Stuttgart über 10.000 Meter auf den 15. Rang.
Im Crosslauf wurde er insgesamt fünfmal DLV-Meister (1979–1981, 1985, 1988). Von 1978 bis 1985 nahm er siebenmal an Crosslauf-Weltmeisterschaften teil, mit einem siebten Rang 1985 als beste Platzierung. 
Auch in der Halle war er erfolgreich. Zweimal stellte er einen deutschen Hallenrekord im 3000-Meter-Lauf auf: 1979 bei den Leichtathletik-Halleneuropameisterschaften in Wien, wo er Silber gewann, mit 7:45,44 min, und 1985 in Dortmund bei seinem zweiten DLV-Titel nach 1979 in dieser Disziplin mit 7:42,97 min.
Bei seinem Debüt im Marathonlauf wurde er 1983 Fünfter beim Chicago-Marathon in 2:12:14 h. Bei seinem zweiten und letzten Start über diese Distanz 1985 stellte er als Vierter beim London-Marathon mit 2:09:23 h einen DLV-Rekord auf, mit dem er derzeit (Stand November 2020) den vierten Platz in der Ewigen Deutschen Bestenliste hinter Arne Gabius sowie Jörg Peter und Michael Heilmann (die seinerzeit als Sportler der DDR in den Rekordlisten des DVfL geführt wurden).
Christoph Herle startete bis 1976 für den OSC Höchst, 1977 für den USC München, von 1978 bis 1984 für das LAC Quelle Fürth und danach für den VfL Waldkraiburg.
Herle studierte Architektur und Kunstgeschichte an der Technischen Universität München und gründete 1983 mit einem Freund ein Architekturbüro.
2017 wurde Herle für seine außerordentlichen Leistungen bei der Jahrestagung der German Road Races mit dem GRR Award für sein Lebenswerk ausgezeichnet.

## Bestzeiten
- 1500 m: 3:40,17 min, 7. September 1978, Koblenz
- 3000 m: 7:46,90 min, 17. August 1983, Berlin
  - Halle: 7:42,97 min, 16. Februar 1985, Dortmund
- 5000 m: 13:19,25 min, 27. Juli 1985, Oslo
- 10.000 m: 27:50,27 min, 2. Juli 1985, Stockholm
- Marathon: 2:09:23 h, 21. April 1985, London